# Heytea
Heytea (также HEYTEA или Hey Tea, буквально «Счастливый чай») — китайская сеть заведений чайных напитков, которую развивает компания Shenzhen Meixixi Catering Management Company Limited. Основана в 2012 году, штаб-квартира расположена в Шэньчжэне. Из-за популярности в социальных сетях бренд Heytea относится к категории ванхунов.

## История
В 2012 году в городе Цзянмынь (провинция Гуандун) открылся небольшой чайный магазин под названием «Королевский чай» (Royal Tea, 皇茶). В 2015 году сеть чайных заведений расширилась на рынки Гуанчжоу и Шэньчжэня. В 2016 году, из-за проблем с товарным знаком, первоначальное название «Royal Tea» было изменено на «Hey Tea» (喜茶). В том же 2016 году, после привлечения инвестиций от пекинской компании IDG Capital, сеть Heytea вышла на рынок Гуанси.
В 2017 году сеть Heytea вышла на рынки Шанхая и Пекина, а также открыла первые магазины сетей Hey Tea Black и Hey Tea Pink в Шэньчжэне и первую пекарню сети Hey Tea Mix в Гуанчжоу; в 2018 году вышла на рынки Гонконга, Чунцина и Чэнду. В апреле 2018 года Heytea привлекла инвестиции Longzhu Capital — венчурного подразделения интернет-гиганта Meituan.
По состоянию на 2021 год Heytea вошла в десятку крупнейших сетей общественного питания в Китае.

## Деятельность
По состоянию на август 2023 года сеть Heytea насчитывала более 1 тыс. магазинов в материковом Китае и Гонконге, 4 магазина в Сингапуре и 1 магазин в Великобритании (сеть управляет как собственными заведениями, так и открытыми на основе франшизы). Заведения Heytea расположены в торговых центрах, жилых комплексах и на пешеходных улицах. В Heytea можно выпить напиток за столиком или сделать заказ на вынос. Среди миллениалов сеть славится современным дизайном интерьера, фотогеничной упаковкой, инновационными напитками и популярностью в социальных сетях.
Основными конкурентами Heytea на китайском рынке являются сети Yi Dian Dain, Nayuki, Cha Bai Dao, Lelecha, Luckin Coffee, Starbucks, Costa Coffee и Pacific Coffee.

### Продукция

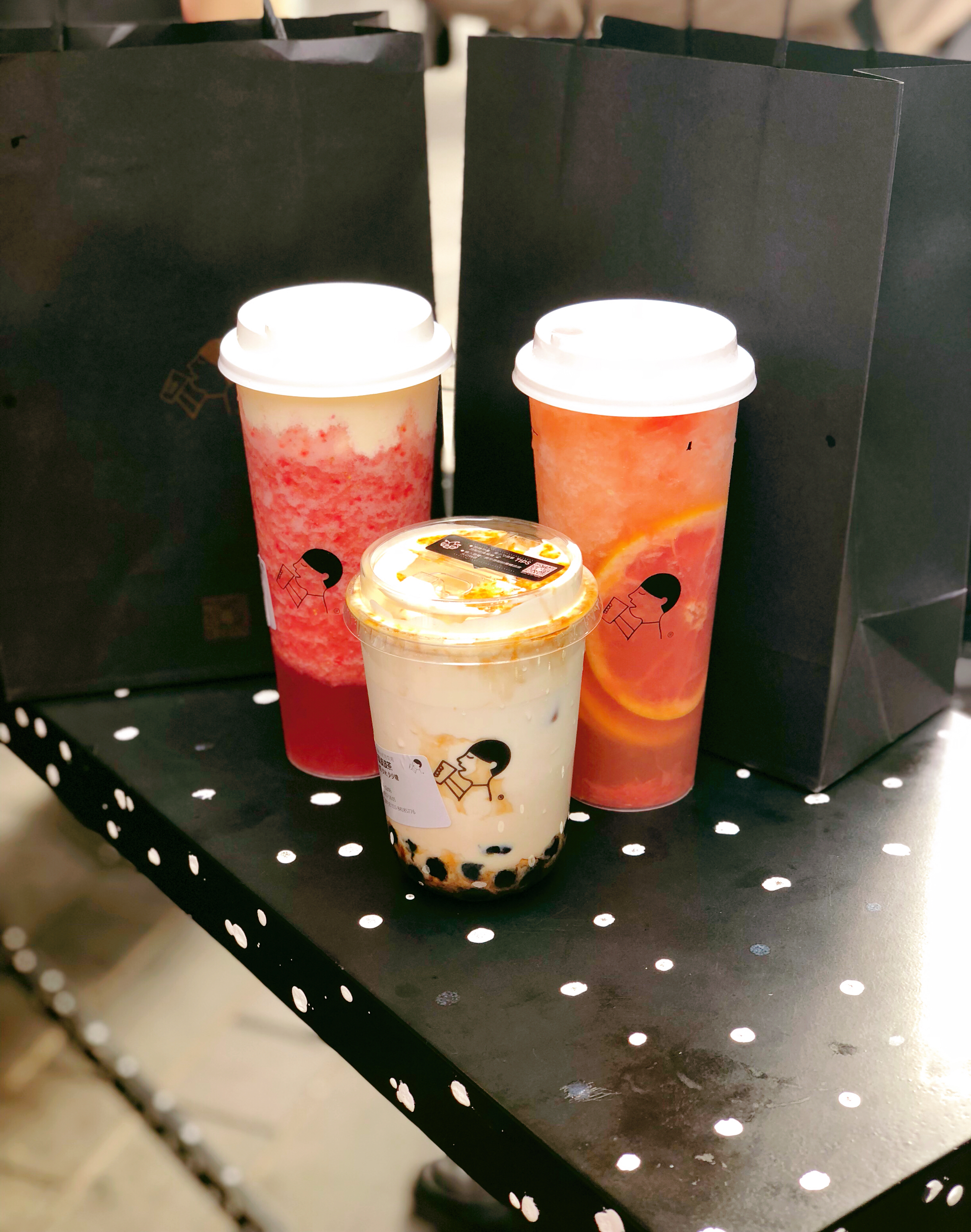
Фруктовые чаи

- Чайные напитки (молочный солёный чай, молочный чай с бобами, зелёный или чёрный холодный чай со сливочным сыром, чай со сгущённым молоком, жемчужный чай)[5][12].
- Чайные напитки на фруктовой основе (виноградный, тутовый, персиковый, сливовый, грейпфрутовый, апельсиновый, из хурмы).
- Десерты и выпечка (манговый десерт, торты, пирожные, круассаны и кексы).
- Соки и нектары.

## Акционеры
Основными инвесторами компании Shenzhen Meixixi Catering Management, которая владеет сетью Heytea, являются IDG Capital Partners, DragonBall Capital, Meituan, Investment Arm, Sequoia China Investment Management, Tencent Holdings, Hillhouse Capital Management, Coatue Management, Temasek Holdings, L Catterton, Shenzhen Qianhai Black Wing Investment Management, Solareast Holdings и Хэ Боцюань.

## Галерея

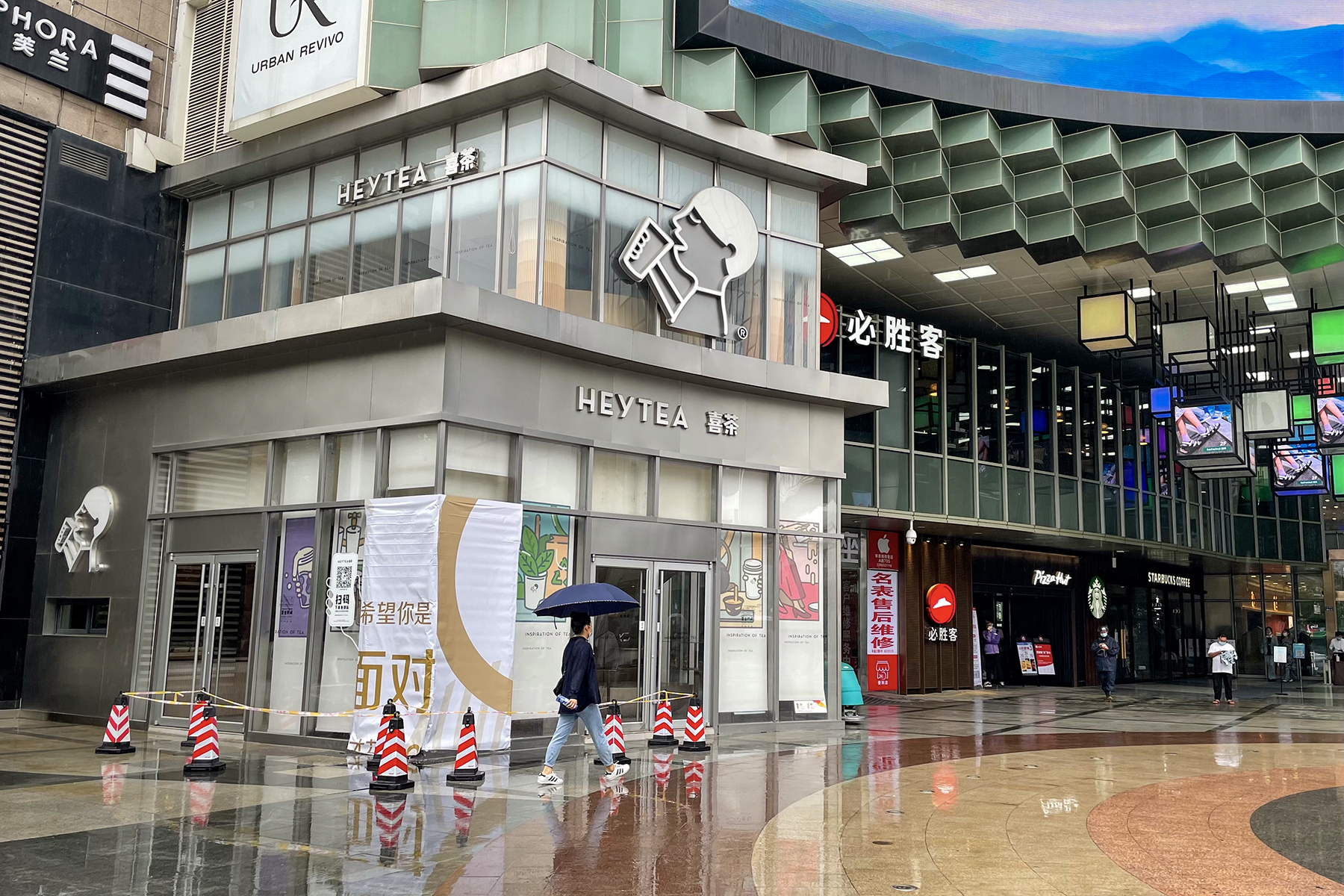
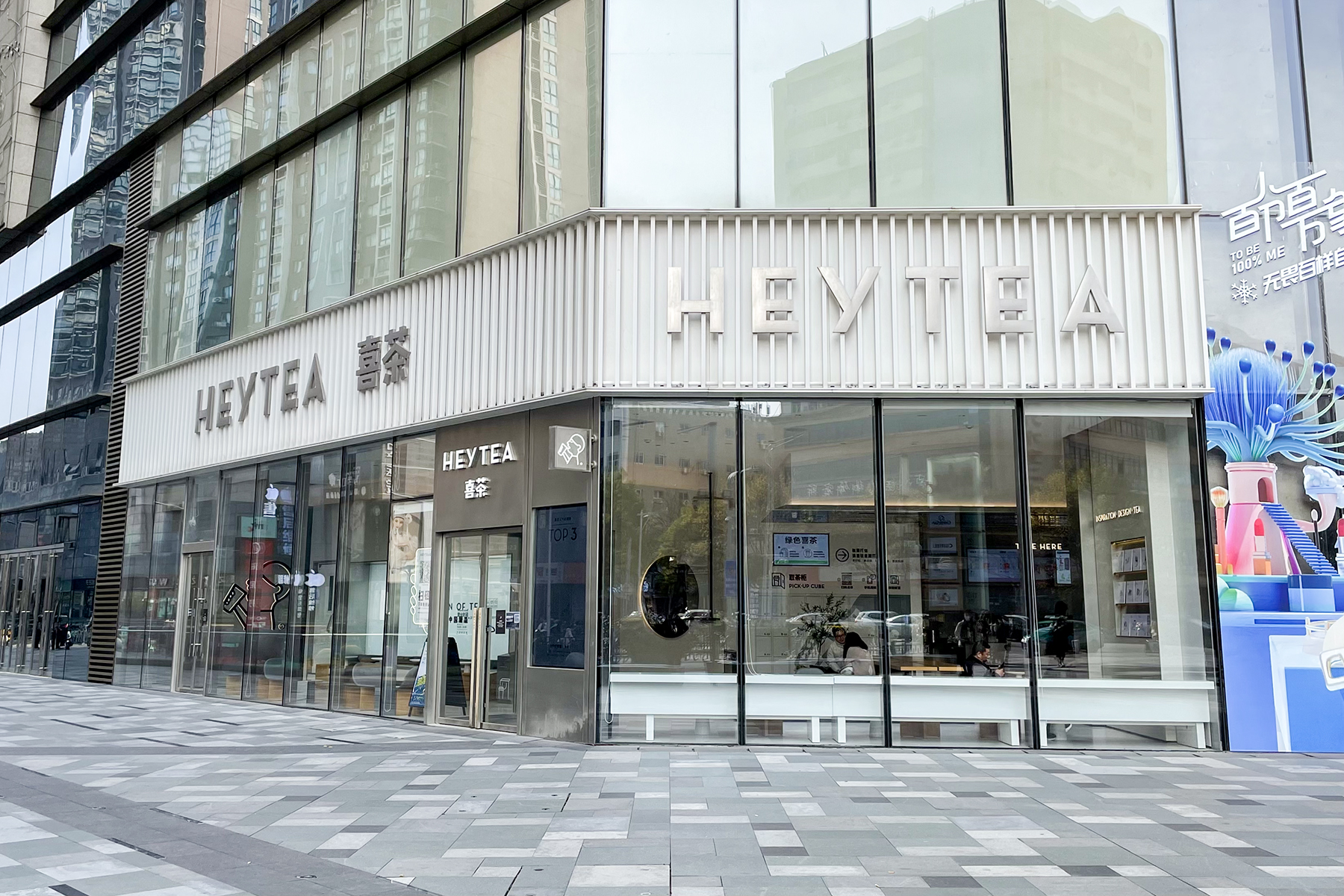
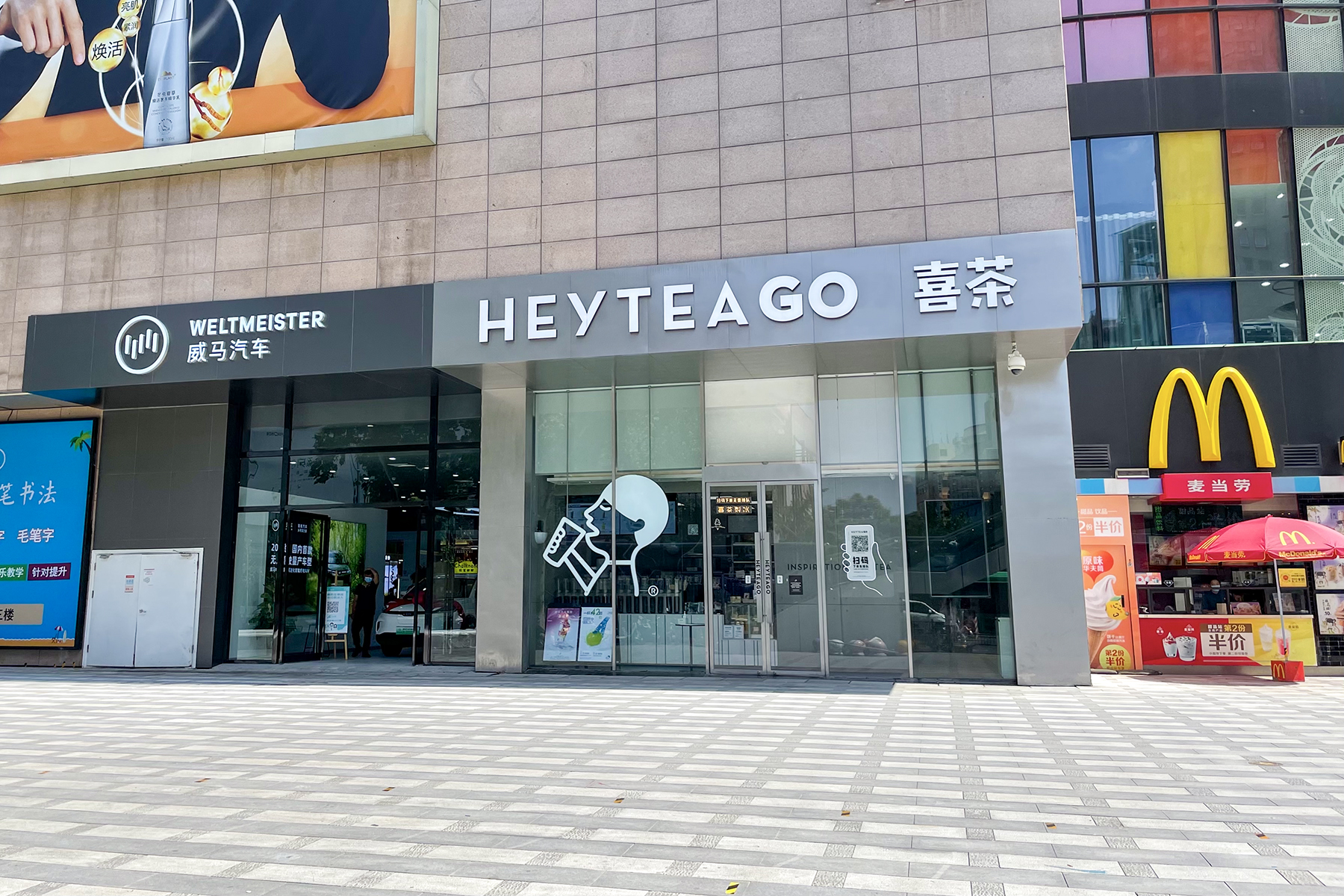
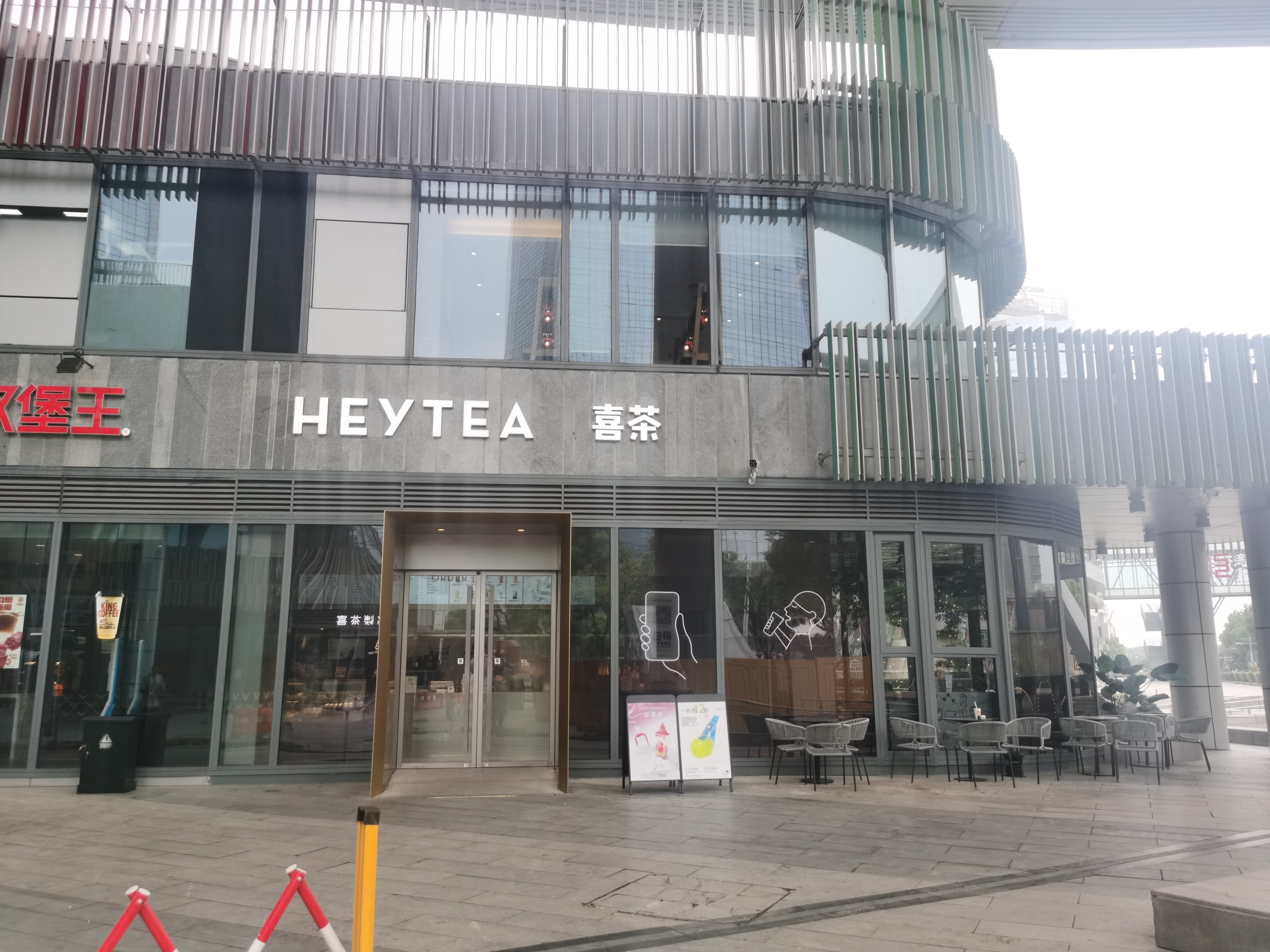

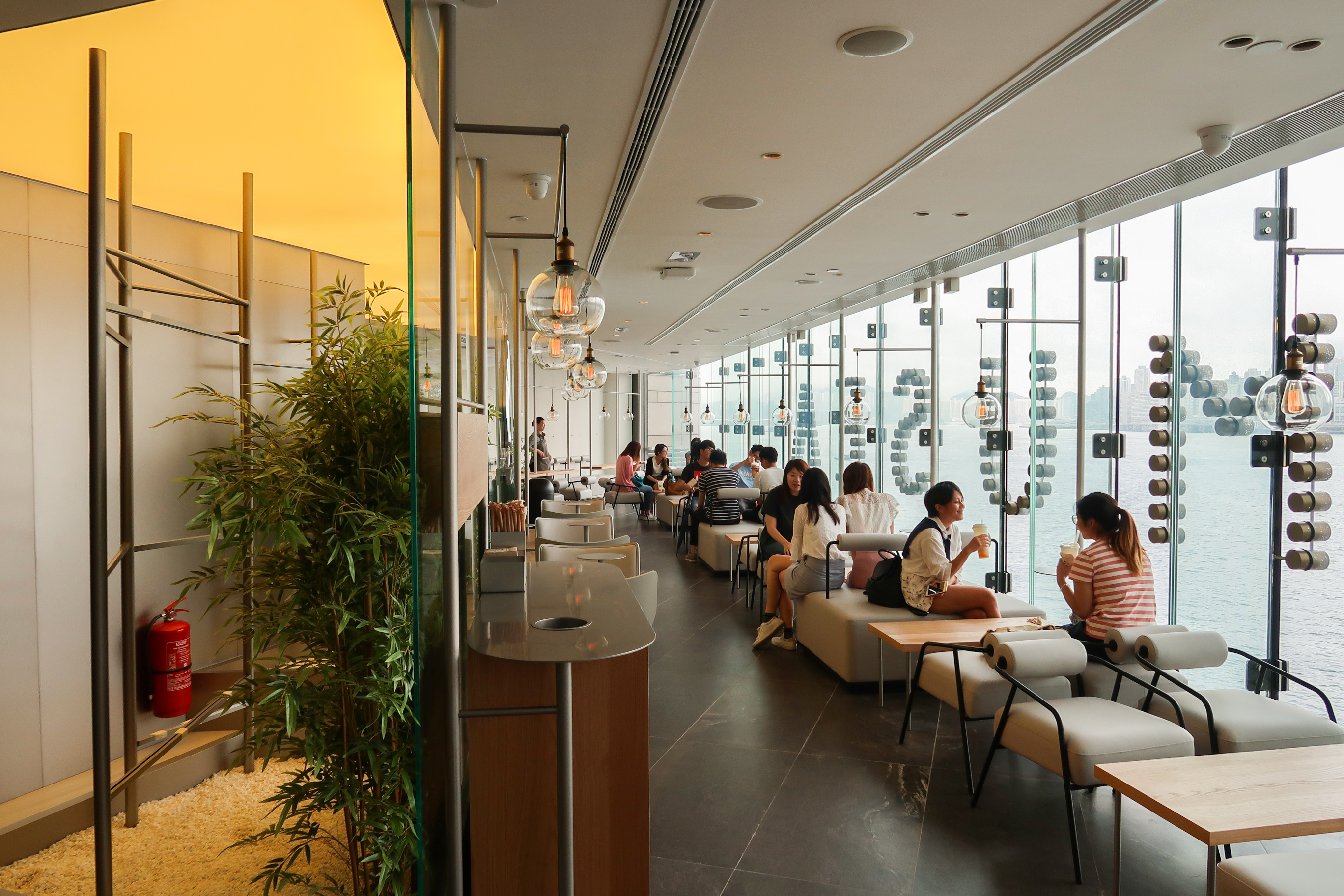
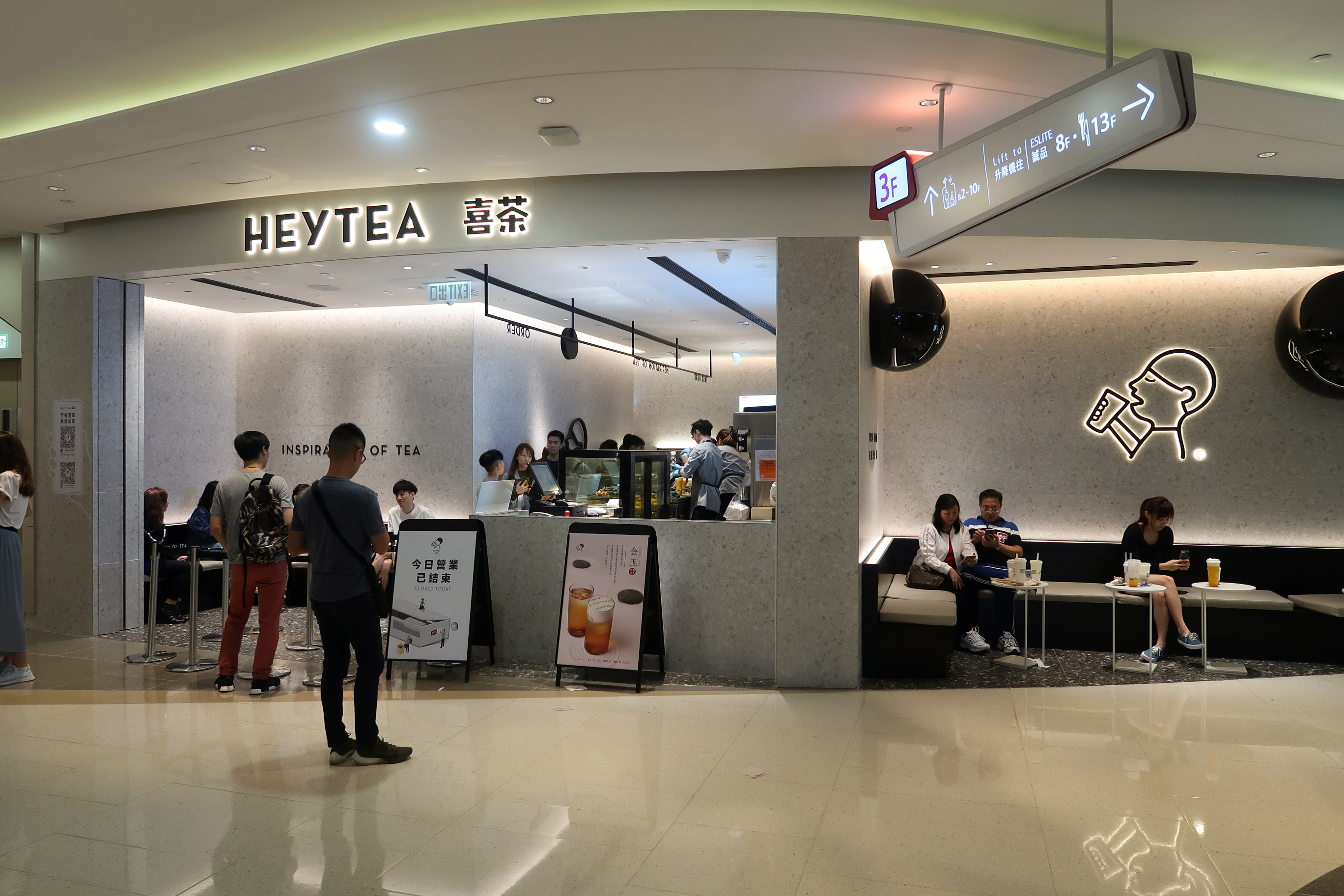
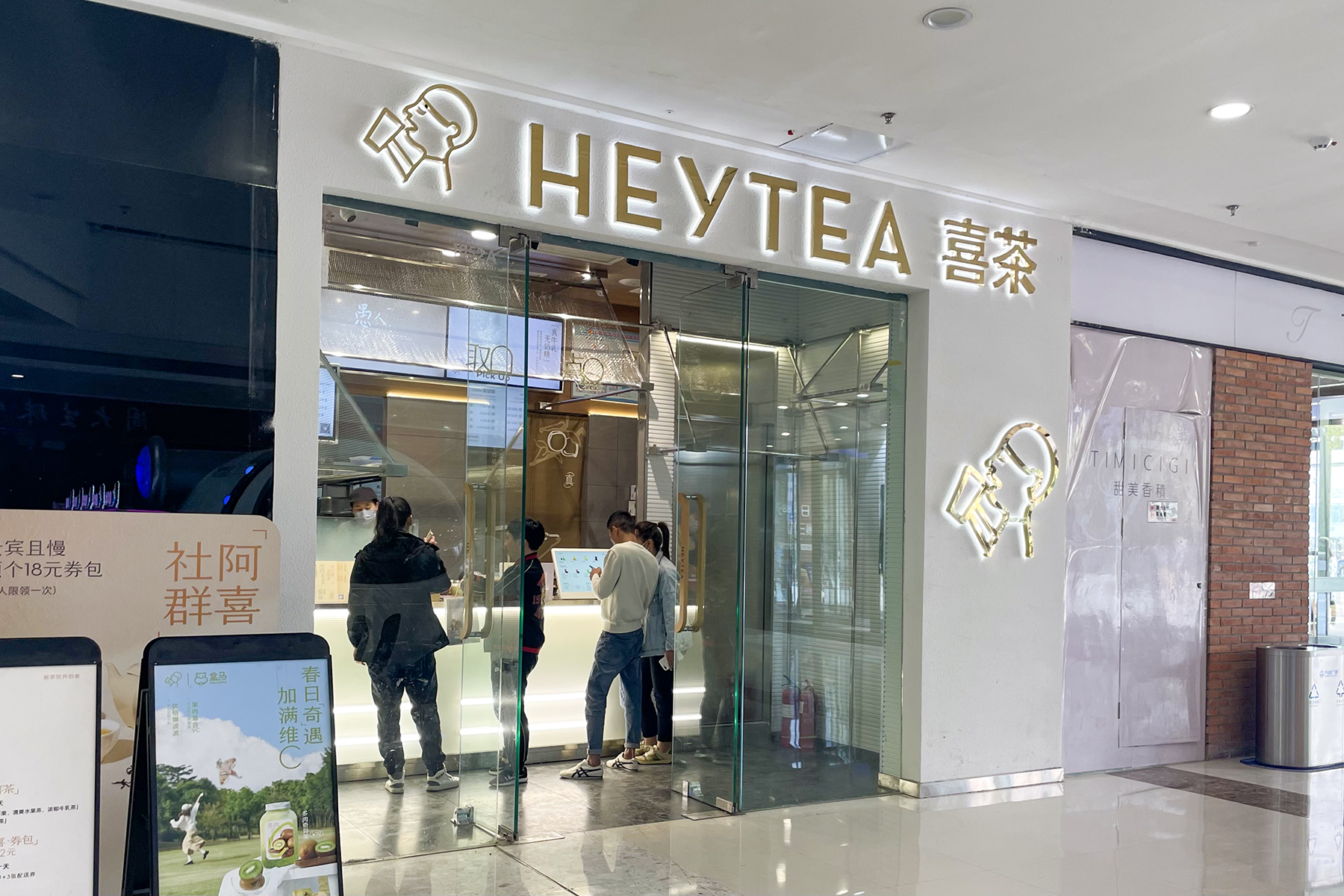
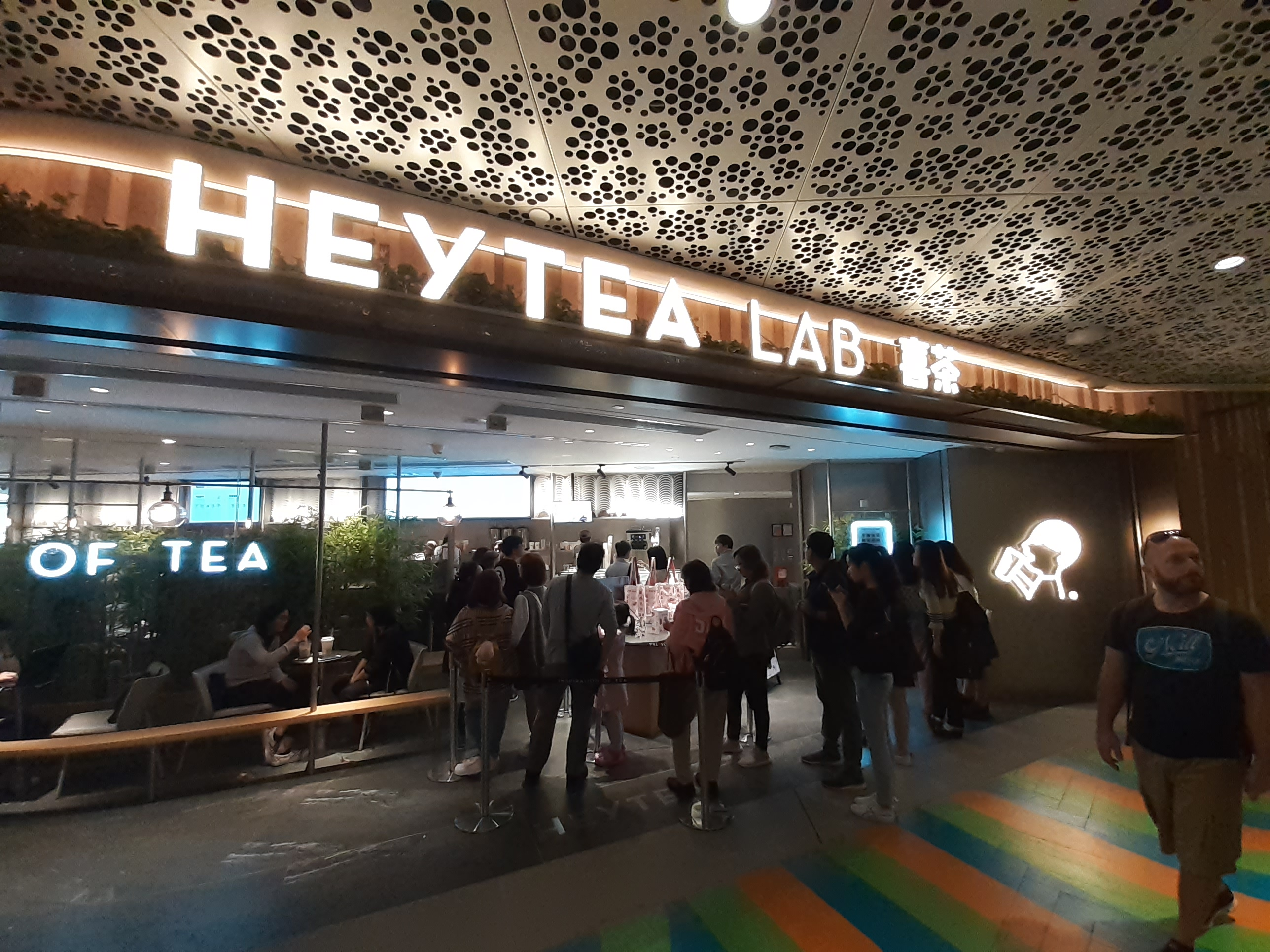

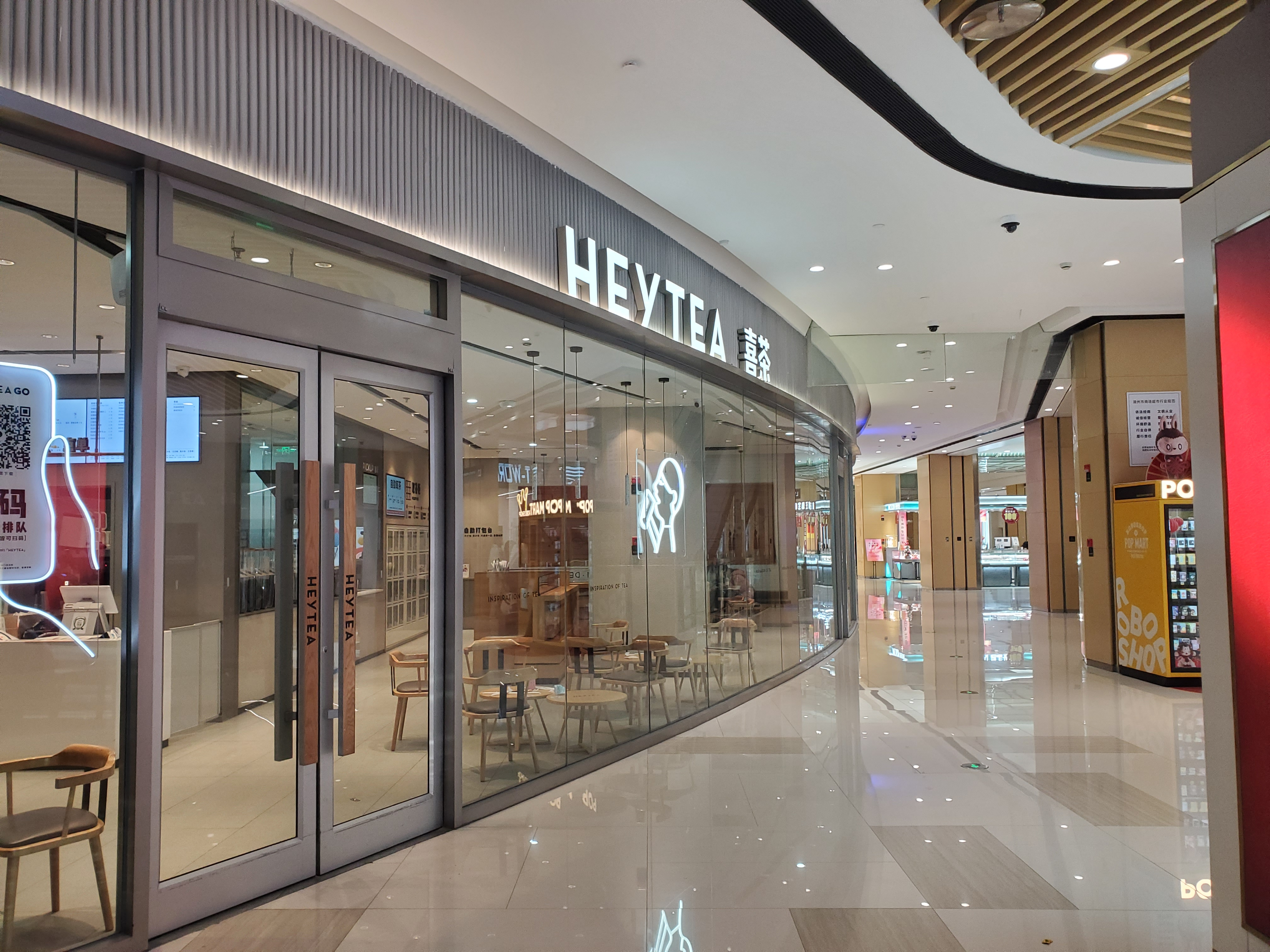
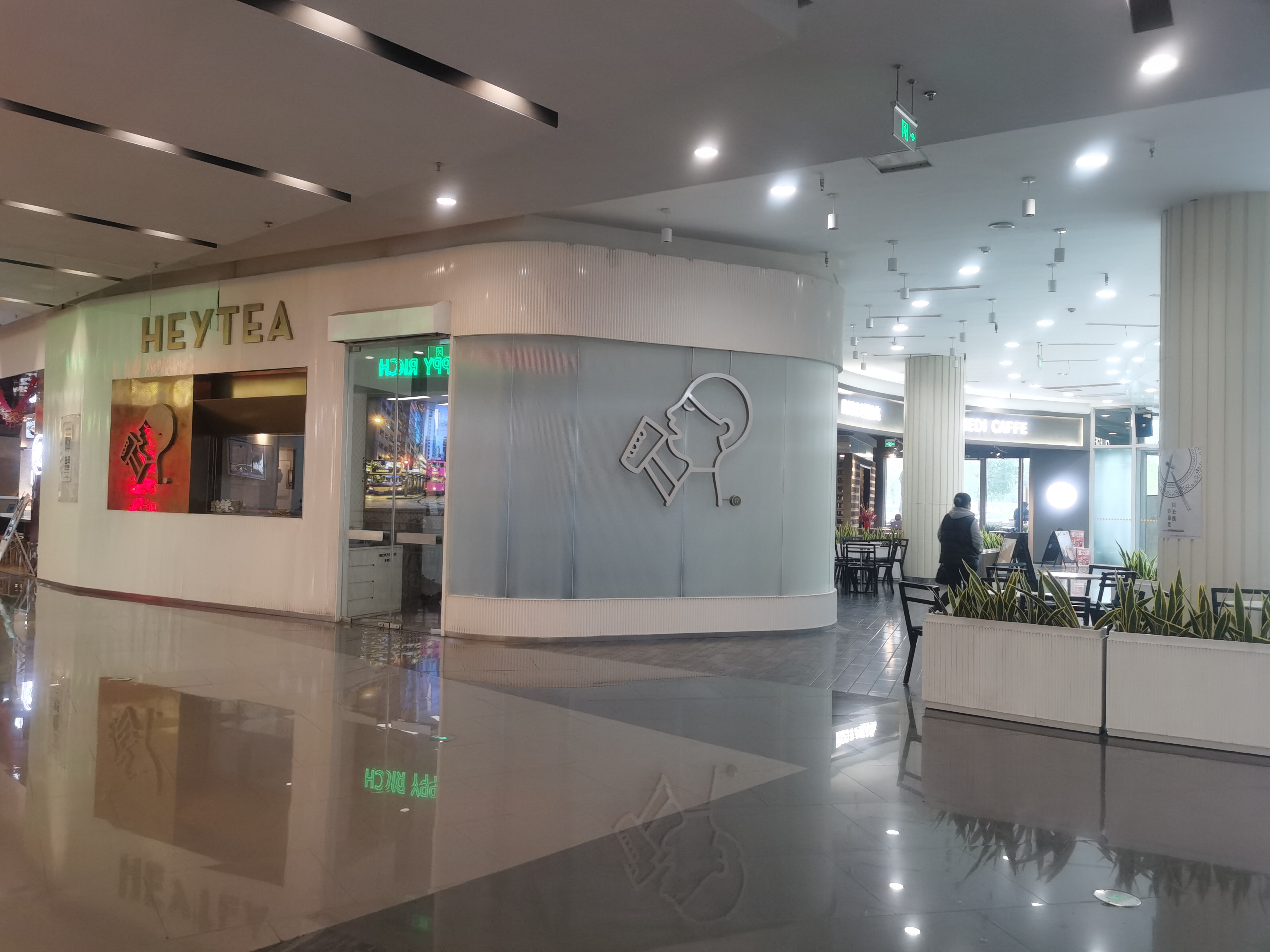
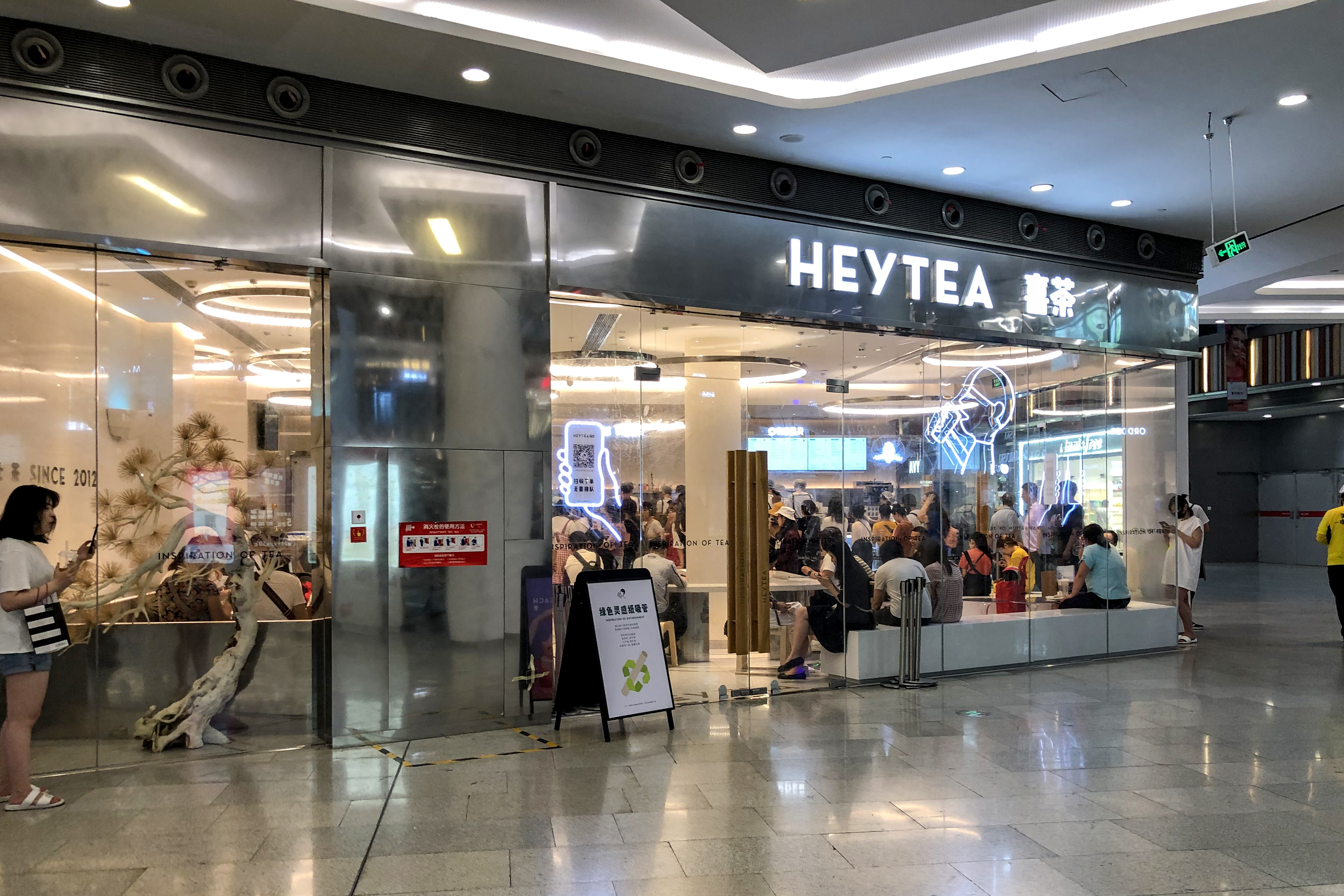
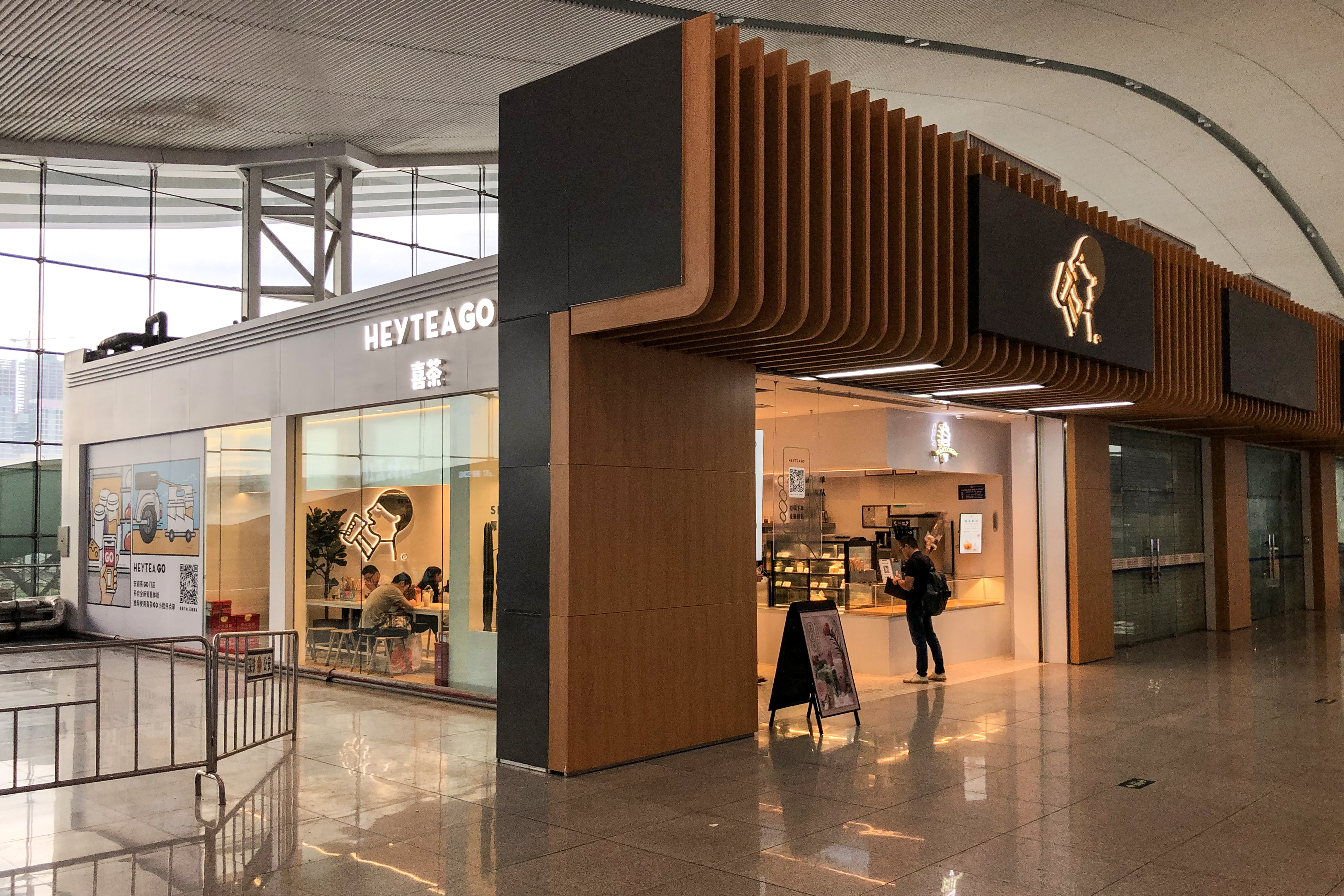